# Elina Arutyunova
Elina Arutyunova (russisch Элина Арутюнова; engl. Transkription Elina Arutyunova; * 20. Januar 1987 in Taschkent, Usbekische SSR) ist eine ehemalige usbekische Tennisspielerin.

## Karriere
2003 erhielt Arutyunova zusammen mit ihrer Partnerin Vlada Ekshibarova eine Wildcard für die Qualifikation zum Hauptfeld im Damendoppel der Tashkent Open, ihrem Heimturnier und einem Turnier der WTA Tour. Die beiden verloren aber ihr Qualifikationsmatch gegen Aljona Bondarenko und Walerija Bondarenko mit [4:8]. Für die Qualifikation im Einzel erhielt sie ebenfalls eine Wildcard. Dort konnte sie mit einem 6:3 und 6:3 Erstrundensieg gegen die damalige Top-30-Spielerin Jaroslawa Schwedowa überzeugen, verlor dann aber in der zweiten Qualifikationsrunde gegen Lioudmila Skavronskaia mit 6:73 und 0:6.
2004 erhielt sie abermals eine Wildcard für die Qualifikation zu den Tashkent Open, konnte dort wiederum ihre Erstrundenbegegnung gegen Diana Narzikulova mit 6:0 und 6:1 gewinnen, verlor dann aber ebenfalls in der zweiten Runde mit 3:6 und 1:6 gegen Kateryna Bondarenko.
Arutyunova spielte 2004 ein Doppel für die usbekische Fed-Cup-Mannschaft, das sie verlor.